# Restrikční endonukleáza

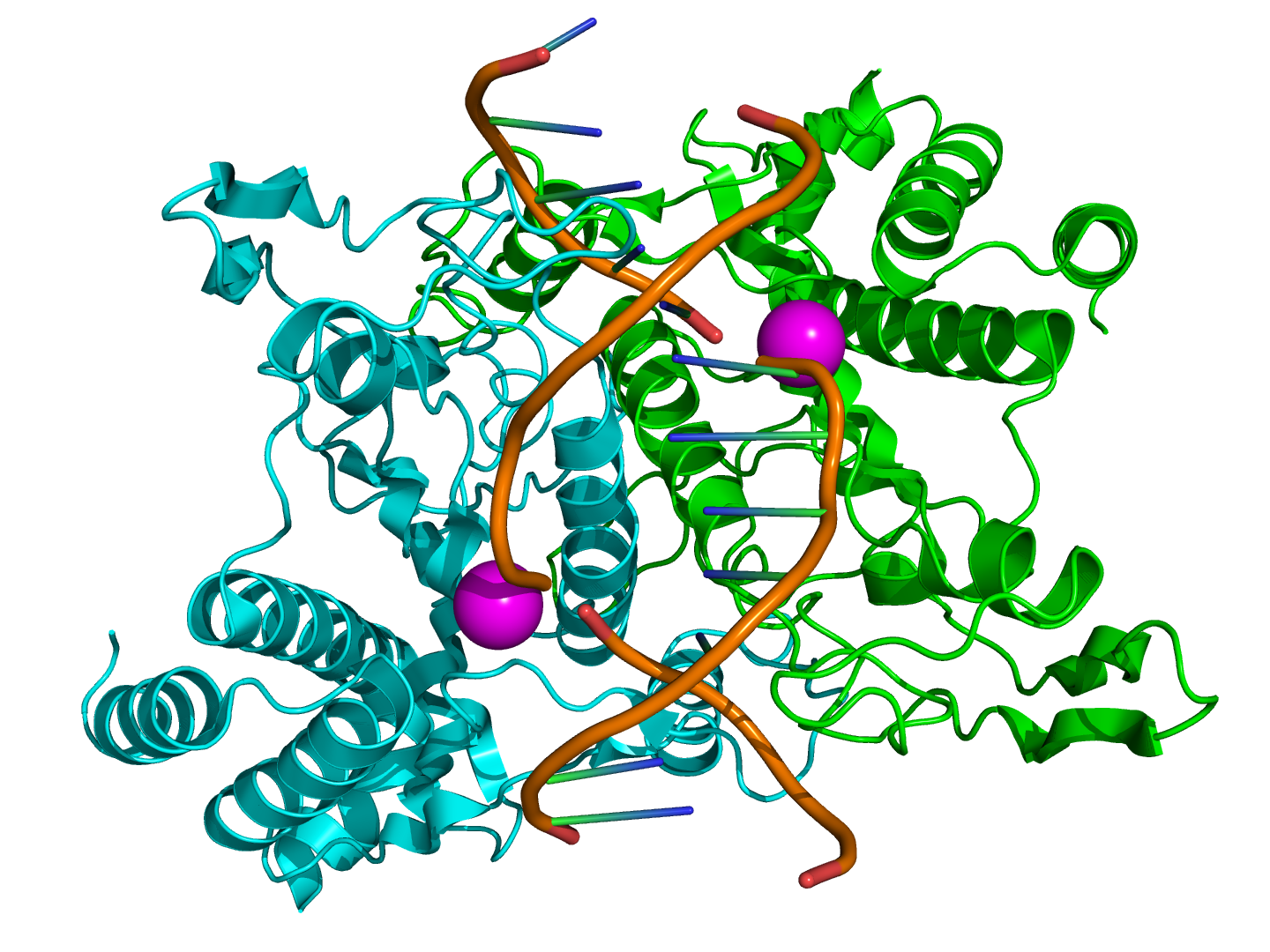
Struktura restrikčního enzymu EcoRI z bakterie E. coli

Restrikční endonukleáza či restrikční enzym je enzym, který štěpí DNA (tzn. nukleáza), a to na určitých specifických místech (tzv. restrikčních místech) na řetězci DNA. Navíc umožňují methylaci DNA. Tyto enzymy jsou známy zejména u bakterií, jimž slouží jako ochrana před bakteriálními viry nebo nežádoucími plazmidy. Endonukleázy se hojně využívají v biologickém výzkumu (např. metoda RFLP). Kolem roku 2005 bylo známo již přes 2 500 restrikčních endonukleáz, které umožňovaly stříhat DNA na asi 250 místech. Restrikční endonukleázy se rozdělují do tří skupin (I., II., III.) a mají poměrně specifické názvosloví, sestávající z názvu organizmu, z něhož pochází, a z charakteristické zkratky.